# Ectrosia confusa
Ectrosia confusa är en gräsart som beskrevs av Charles Edward Hubbard. Ectrosia confusa ingår i släktet Ectrosia och familjen gräs. Inga underarter finns listade i Catalogue of Life.